# Gare de L’Herbergement - Les Brouzils
Gare de L'Herbergement - Les Brouzils vasútállomás Franciaországban, L’Herbergement településen.

## Vasútvonalak
Az állomást az alábbi vasútvonalak érintik:
- Nantes–Saintes-vasútvonal

## Kapcsolódó állomások
A vasútállomáshoz az alábbi állomások vannak a legközelebb:
- Gare de Montaigu
- Gare de Belleville